# اولشی (ناحیه برنو-تسوونتری)
اولشی (به چکی: Olší) یک منطقهٔ مسکونی در جمهوری چک است که در ناحیه برنو-تسوونتری واقع شده‌است. اولشی ۸٫۷۱ کیلومتر مربع مساحت و ۲۸۲ نفر جمعیت دارد و ۵۳۷ متر بالاتر از سطح دریا واقع شده‌است.